# Équipement de l'armée de terre turque
L’équipement de l'armée de terre turque permet à la composante terrestre des forces armées turques d'accomplir ses missions. Il est constitué de moyens de transports, d'armement et d'équipements divers.

## Principaux matériels en service en 2023[1]

### Chars de combat
| Type            | Modèle      | Version               | Quantité en 2023 | Origine           | Notes |
| --------------- | ----------- | --------------------- | ---------------- | ----------------- | --- |
| Chars de combat | M60         | A3 TTS Sabra A1 Total | 619 166 150 935  | États-Unis Israël | Modernisé avec technologie Merkava 4 • 166 M-60 sont modernisés au standard Sabra-MKIII. M-60T modernisé également.                                                                                                   |
| Chars de combat | M48 Patton  | A5T2                  | 750              | États-Unis        | |
| Chars de combat | Leopard 1   | 1A3 1A4               | 355              | Allemagne         | (1A3T1/TU120) 171 Leo-1 sont modernisés par la firme locale Aselsan. |
| Chars de combat | Leopard 2A4 | TU NG                 | 340              | Allemagne Turquie | Leopard 2A4 modernisé par la firme Aselsan, appliquant un renforcement du blindage, nouveau système électronique, intégration de système STAMP.                                                                       |
| Chars de combat | Altay       | T1                    | 2,               | Turquie           | Après une première livraison de trois chars en 2025, BMC prévoit d’en fournir 85 supplémentaires en configuration T1 : 11 en 2026, 41 en 2027 et 30 en 2028, pour un total de 165 chars d’ici la fin de l’année 2028. |

### Véhicule blindé
| Type                                           | Modèle                 | Version               | Quantité | Origine            | Notes                                                                                             |
| ---------------------------------------------- | ---------------------- | --------------------- | -------- | ------------------ | ------------------------------------------------------------------------------------------------- |
| Véhicule blindé de transport de troupes        | M113                   |                       | 2813     | États-Unis Turquie | Modernisé par FNSS.                                                                               |
| Véhicule blindé de transport de troupes        | Otokar Cobra           | Cobra I Cobra II (en) | 800 400  | Turquie            | 4×4 blindés à roues.                                                                              |
| Véhicule utilitaire blindé - MRAP              | BMC Kirpi              | Kirpi I Kirpi II      | 650 320  | Turquie            | Kirpi (4x4) Kirpi II (4X4) Kirpi (6X6) Kirpi II METİ Kirpi PMKI                                   |
| Véhicule anti chars                            | ACV-15 (en)            | ACV-ATV               | 365      | Turquie            | L'ACV équipé d'une tourelle anti-char avec 2 BGM-71 TOW.                                          |
| Véhicule blindé de transport de troupes - MRAP | Nurol Ejder            | 4x4                   | 360      | Turquie            |                                                                                                   |
| Véhicule utilitaire blindé - MRAP              | BMC Vuran (en)         |                       | 300      | Turquie            | Entrée en service en 2019.                                                                        |
| Véhicule de reconnaissance                     | Akrep (en)             |                       | 250      | Turquie            | 4×4 blindés à roues.                                                                              |
| Véhicule anti chars                            | Kaplan STA (tr)        |                       | 94       | Turquie            |                                                                                                   |
| Véhicule de patrouille blindé                  | Katmerciler Hızır (en) | 4x4                   | 57       | Turquie            |                                                                                                   |
| Char pontonnier                                | Leguan                 |                       | 36       | Allemagne          |                                                                                                   |
| Char de dépannage                              | M88                    | A1                    | 33       | États-Unis         |                                                                                                   |
| Char de dépannage                              | BPz-2 (en)             |                       | 12       | Allemagne          | Châssis de Léopard 2                                                                              |
| Char du génie                                  | AZMIM (en)             |                       | 12       | Turquie            |                                                                                                   |
| Véhicule lourd de déminage                     | MEMATT (en)            |                       | 6        | Turquie            | Véhicule de déminage sans pilote et télécommandé développé par la société de défense turque ASFAT |
| Véhicule de déminage                           | Husky VMMD             | 2G                    | 4        | Afrique du Sud     | Détection d'IED.                                                                                  |
| Véhicule anti chars                            | FNSS Pars              | Pars STA 4x4 IV 6x6   | -        | Turquie            | 12 Pars IV 6×6 en service.                                                                        |
| Véhicule blindé de combat                      | ACV-30 (en)            | ACV-ATV               | -        | Turquie            |                                                                                                   |
| Véhicule blindé                                | BMC Amazon (en)        | 4x4                   | -        | Turquie            |                                                                                                   |
| Véhicules de combat d’infanterie               | Otokar Tulpar (en)     |                       | -        | Turquie            | 400 unités commandés.                                                                             |
| Véhicules blindés de combat à roues amphibies  | Otokar Arma (en)       | 8x8                   | -        | Turquie            | Version 6x6 utilisé par les Forces armées bahreïnies.                                             |
| Véhicule multirôle électrique et thermique     | Akrep II (en)          | AKREP II 4x4          | -        | Turquie            | Version diesel (IIe) et électrique (IId).                                                         |
| Véhicule de déminage                           | Tamkar                 |                       | -        | Turquie            | Codon explosif de 200 m                                                                           |
| Véhicule de combat d'infanterie                | ALTUĞ ACV              | 8x8                   | -        | Turquie            | 29 commandés                                                                                      |

### Véhicule utilitaire et transport
| Nom                  | Type                      | Quantité | Origine     | Notes                                                                            |
| -------------------- | ------------------------- | -------- | ----------- | -------------------------------------------------------------------------------- |
| Mercedes-Benz Zetros | Camion utilitaire         | -        | Allemagne   | Utilisé comme support pour le Hisar A+ et Hisar O+.                              |
| Jeep Wrangler        | Véhicule utilitaire léger | -        | États-Unis  |                                                                                  |
| Unimog 4000-5000     | Camion utilitaire léger   | -        | Allemagne   | Produit sous licence en Turquie (Mercedes-Benz Türk A.S., Aksaray Truck Factory) |
| MAN 26.372           | Camion utilitaire lourd   | -        | Allemagne   | 6x6 camion de fret                                                               |
| Mercedes Axor        | Camion d'équipement moyen | -        | Allemagne   | Produit sous licence en Turquie (Mercedes-Benz Türk A.S., Aksaray Truck Factory) |
| Mercedes Actros      | Camion d'équipement moyen | -        | Allemagne   | Produit sous licence en Turquie (Mercedes-Benz Türk A.S., Aksaray Truck Factory) |
| Otokar Defender      | Véhicule utilitaire léger | -        | Royaume-Uni | Produit sous licence à Otokar                                                    |

### Artillerie tractée
| Nom             | Type    | Quantité | Origine    | Notes                        |
| --------------- | ------- | -------- | ---------- | ---------------------------- |
| HY-12Di         | Mortier | 578      | Turquie    | 120 mm                       |
| M114            | Obusier | 517      | États-Unis | Canon 155 mm.                |
| Panter (en)     | Obusier | 339+     | Turquie    | Canon 155 mm. 400 commandés. |
| M101A1          | Obusier | 75       | États-Unis | Canon 105 mm.                |
| M29 mortar (en) | Obusier | 36       | États-Unis | Canon 203 mm.                |
| Boran           | Obusier | 7        | Turquie    | Canon 105 mm.                |
| M115 (en)       | Mortier | -        | États-Unis | 81 mm.                       |
| M19 mortar (en) | Mortier | -        | États-Unis | 60 mm.                       |

### Artillerie automotrice
| Type                | Modèle        | Version            | Quantité | Origine    | Notes                                   |
| ------------------- | ------------- | ------------------ | -------- | ---------- | --------------------------------------- |
| Obusier automoteur  | M52           | T                  | 365      | États-Unis | 155 mm. Modernisé en Turquie.           |
| Obusiers automoteur | T-155 Fırtına | Firtina Firtina II | 300 53   | Turquie    | Canon 155 mm.                           |
| Obusier automoteur  | M110          | A2                 | 219      | États-Unis | Canon 203 mm.                           |
| Mortier automoteur  | M106 (en)     |                    | 150      | États-Unis | Basé sur le blindé M113. Mortier 81 mm. |
| Obusier automoteur  | M44 (en)      | T1                 | 150      | États-Unis | Canon 155 mm. Modernisé en Turquie.     |
| Obusier automoteur  | M107 (en)     |                    | 36       | États-Unis | Canon 175 mm.                           |
| Obusier automoteur  | M55 (en)      |                    | 9        | États-Unis | Canon 155 mm.                           |
| Obusier             | E-FIRTINA     | E                  |          | Turquie    | Version électrique du T-155 en projet.  |

### Lance-roquettes multiples et missiles
| Type                             | Modèle                          | Version  | Quantité | Origine       | Notes |
| -------------------------------- | ------------------------------- | -------- | -------- | ------------- | --- |
| Lance-roquettes multiples        | T-300 Kasırga WS-1              |          | 50       | Chine Turquie | Système de roquette 302 mm basé sur la roquette chinoise WS-1 montée sur camion.                                   |
| Lance-roquettes multiples        | T-122 Sakarya                   |          | 36       | Turquie       | Système de roquette 122 mm basé sur la roquette russe BM-21 Grad avec système informatisé d'Aselsan. Portée 40 km. |
| Lance-roquettes multiples        | M270 MLRS                       |          | 12       | États-Unis    | |
| Artillerie à roquettes           | TRG-230                         | TRLG-230 |          | Turquie       | |
| Missile balistique courte-portée | Bora                            |          |          | Chine Turquie | |
| Missile balistique courte-portée | J-600T Yıldırım I               |          |          | Chine Turquie | La version turque du missile chinois B-611. Portée 100 km. R&D turque et chinoise. 36 Batteries, 100+ Missiles.    |
| Missile balistique courte-portée | J-600T Yıldırım II              |          |          | Chine Turquie | Amélioration du missile J-600T, Portée 300 km.                                                                     |
| Missile sol-sol                  | MGM-140 ATACMS                  | MGM-140A |          | États-Unis    | Lancé depuis le système M270 MRLS                                                                                  |
| Lance-roquettes multiples        | Lance-roquette multiple Type 63 |          |          | Chine         | Lance roquettes multiple 107 mm                                                                                    |

### Artillerie anti-aérienne remorquée
| Type              | Modèle                        | Version         | Quantité | Origine        | Notes                         |
| ----------------- | ----------------------------- | --------------- | -------- | -------------- | ----------------------------- |
| Canon anti-aérien | Bofors L/70 Bofors L/60       |                 | 803      | Suède          |                               |
| Canon anti-aérien | Rheinmetall Mk 20 Rh-202 (en) | RRh-202         | 439      | Allemagne      |                               |
| Canon anti-aérien | Oerlikon 35 mm                | GDF-001 GDF-003 | 120      | Suisse Turquie | Fabriqué sous licence à MKEK. |
| Canon anti-aérien | Oerlikon GAI-D01              |                 |          | Suisse Turquie | Fabriqué sous licence à MKEK. |

### Défense anti-aérienne automotrice
| Type                                       | Modèle            | Version            | Quantité | Origine | Notes                          |
| ------------------------------------------ | ----------------- | ------------------ | -------- | ------- | ------------------------------ |
| Missile sol-air courte portée              | ATILGAN PMSS (en) | Zipkin PMADS       | 78       | Turquie | Véhicule avec 4 FIM-92 Stinger |
| Missile sol-air courte portée              | ATILGAN PMSS (en) | PMADS              | 70       | Turquie | Véhicule avec 8 FIM-92 Stinger |
| Canon de défense anti-aérienne automotrice | KORKUT            |                    | 13       | Turquie |                                |
| Défense aérienne courte-portée             | HISAR (en)        | HISAR-A/A+ HISAR-O |          | Turquie | En service.                    |

### Aéronefs

#### Drones
| Nom                | Type                   | Quantité | Origine | Notes                                  |
| ------------------ | ---------------------- | -------- | ------- | -------------------------------------- |
| STM Kargu (en)     | Munition rôdeuse       | 500      | Turquie |                                        |
| Bayraktar TB2      | Drone de combat - MALE | +200     | Turquie | En service.                            |
| Bayraktar Mini UAV | Mini drone             | 148      | Turquie | Mini drone d'observation d'infanterie. |
| IAI Harpy          | Munition rôdeuse       | 108      | Israël  |                                        |
| Malazgirt (en)     | Mini drone             | 4        | Turquie | Mini drone d'observation d'infanterie. |

#### Hélicoptères
| Type                           | Modèle                    | Version                  | Quantité | Origine                    | Notes |
| ------------------------------ | ------------------------- | ------------------------ | -------- | -------------------------- | --- |
| Hélicoptère d'attaque          | T-129 ATAK                | T129A T129B              | 50       | Turquie                    | |
| Hélicoptère utilitaire         | Sikorsky UH-60 Black Hawk | S-70A                    | 48       | États-Unis                 | Utilisé pendant la Tentative de coup d'État de 2016 en Turquie. |
| Hélicoptère d'attaque          | Bell AH-1 Cobra           | AH-1P AH-1S AH-1W TAH-1P | 34       | États-Unis                 | Utilisé pendant la Tentative de coup d'État de 2016 en Turquie |
| Hélicoptère utilitaire         | Eurocopter AS-532 Cougar  | AS-532UL                 | 28       | Union européenne / Turquie | Produit sous licence dans l'usine TAI |
| Hélicoptère polyvalent         | Sikorsky T-70             |                          | 12       | États-Unis / Turquie       | TAI/Sikorsky / (109 commandés) Contrat de 270 millions $ signé entre Sikorsky et TAI pour la fabrication en Turquie de 109 S-70. L'hélicoptère intégrera à 65 % des composants turcs. Le chef d'état-major turc a décidé de produire environ 600 jusqu'en 2020. |
| Hélicoptère de transport lourd | Boeing CH-47 Chinook      | CH-47F                   | 11       | États-Unis                 | 6 CH-47F commandés. 5 pour l'armée de terre, 1 pour les forces spéciales, livraison à partir de 2014. |

#### Avions
| Type                     | Modèle              | Version       | Quantité en 2023 | Origine    |
| ------------------------ | ------------------- | ------------- | ---------------- | ---------- |
| Avion d'entrainement     | Cessna 182          | T182          | 45               | États-Unis |
| Avion de transport léger | Beechcraft King Air | 350 King air  | 5                | États-Unis |
| Avion de transport léger | Beechcraft 200      |               | 5                | États-Unis |
| Avion d'entrainement     | Beechcraft Baron    | T-42A Cochise | 4                | États-Unis |
| Avion de transport léger | Cessna 421          |               | 3                | États-Unis |

### Explosifs, roquettes et missiles
Sungur MANPAD (en)

### Armes légères
MPT-76 : +40 000 unités livrées d'ici 2019 (96 000 unités supplémentaires à produire) 
MPT-55
SAR-56